# الصراع الطبقي

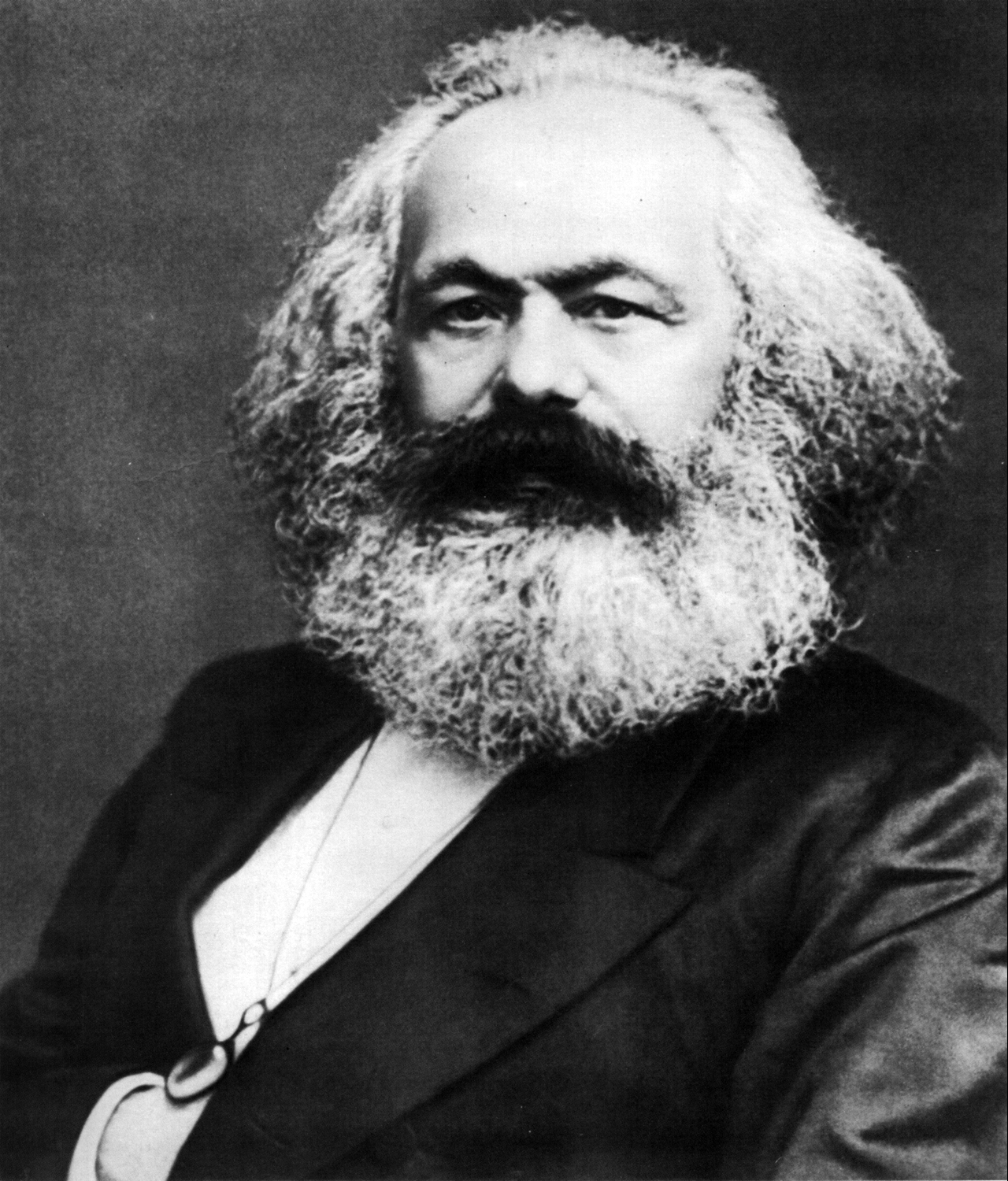
كارل ماركس صاحب مفهوم "صراع الطبقات"

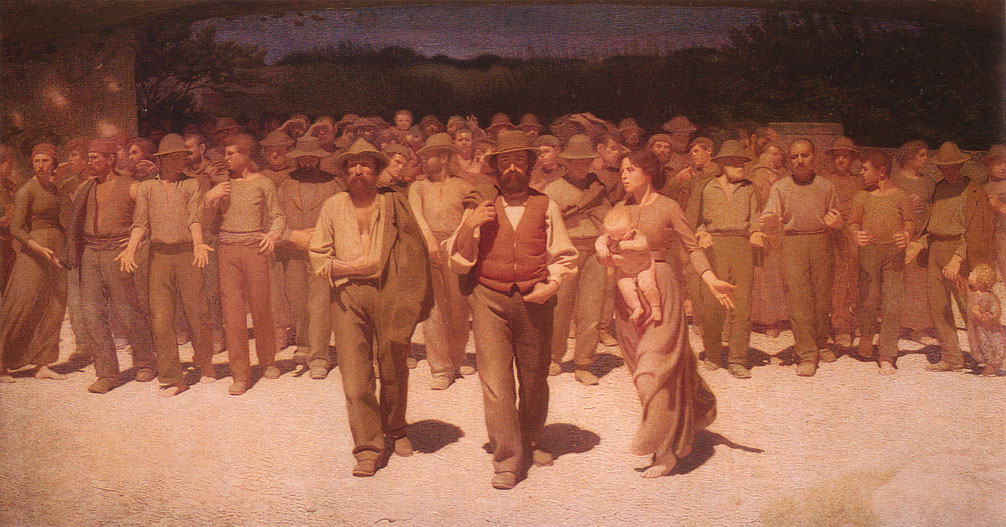
طبقة البروليتاريا, للرسام جيبسى بيليزا،1901

صراع الطبقات هي نظرية تفسر القضايا والتوترات في مجتمع مُنقسم إلى طبقات، كل طبقة تقاوم من أجل وضعها الاجتماعي والاقتصادي. ظهر هذا المفهوم في القرن التاسع عشر لدى بعض المؤرخين الفرنسين الليبرالين من استعادة بوربون، فرنسوا غيزو واوجوستان تييري، وأدولف تيير وفرنسوا اجوست مينيه، هم من استعار منهم كارل ماركس المفهوم.
صراع الطبقات الاجتماعية هو مفهوم رئيسي من الفلسفة السياسية الماركسية، التي تسعى لمُراعاة القضايا التاريخية والتوترات الاقتصادية داخل مجتمع مُنقسم إلى طبقات اجتماعية معادية. كارل ماركس وفريدريك انجلز هم الذين أكدوا الانتشار العالمي لهذا المفهوم. صراع الطبقات هو محرك التغيرات الاجتماعية والتاريخ الحديث. الطبقة الحاكمة في المجتمع الرأسمالي هي البرجوازية أو الطبقة الرأسمالية، فإنها تسيطر على ما يسمونه البروليتاريا (طبقة العمال أو الطبقة الكادحة).
في القرن التاسع عشر والقرن العشرين والقرن الواحد و العشرين، اعتمدت هذه النظرية على عدد كبير من التيارات السياسية مثل المذهب النقابي مذهب يسمح لنقابات العمال أن يقوموا بدور فعال في حياة البلاد الاجتماعية، والاقتصادية والسياسية والاشتراكي والشيوعي والثوري والاصلاحي، وكونت اطار نظري للنضال من اجل تحسين الظروف المعيشية للعمال.
اكتسب هذا التحليل استقلالية مواجهة للإطار الماركسي وإستُخِدم من قِبل عددكبير من علماء الاجتماع والفلاسفة والمنظرين السياسين.

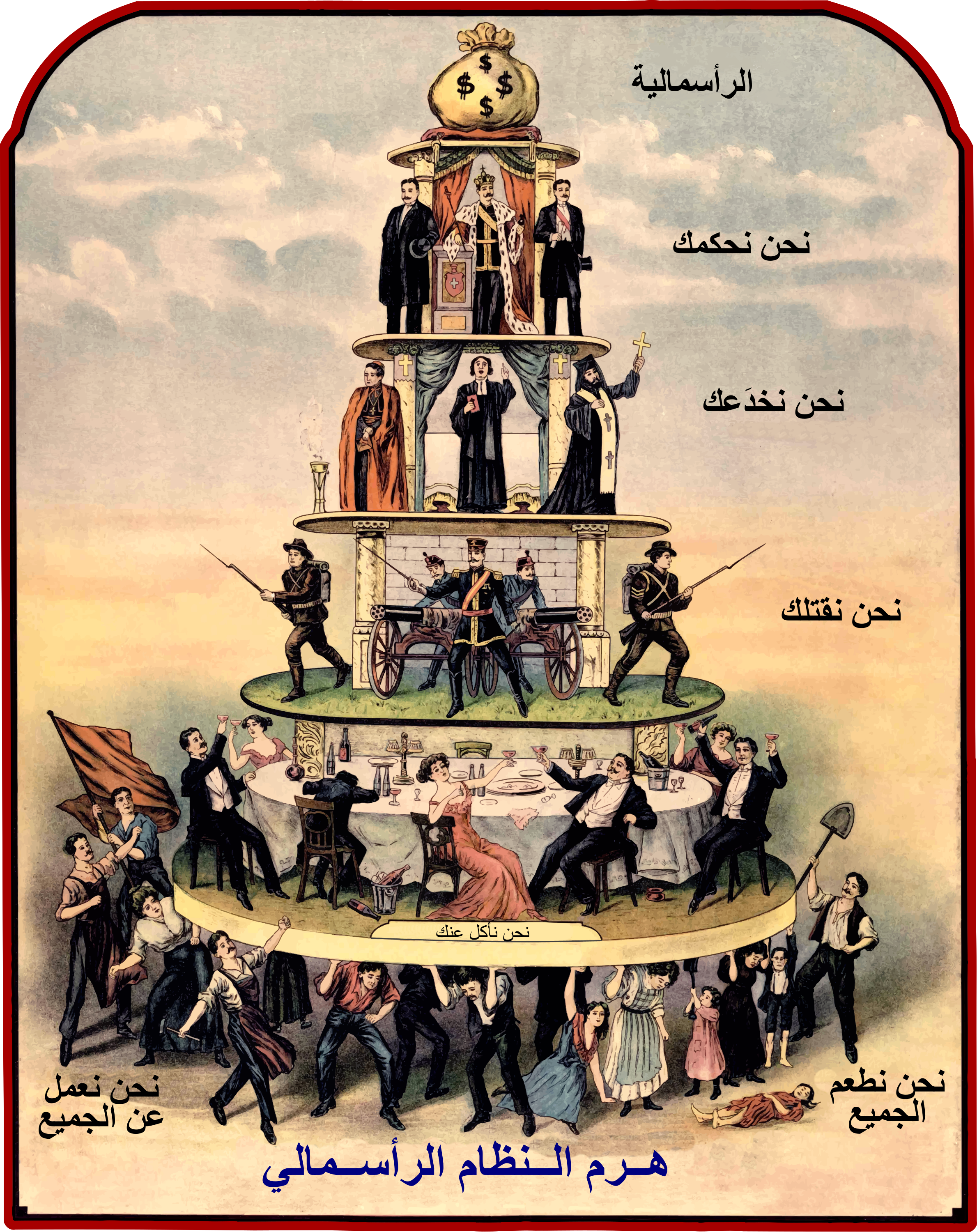
صورة توضيحية للصراع الطبقي في المجتمع الرأسمالي

## الطبقات الاجتماعية
المجتمع مُكون من طبقات متنافسة، تتعارض مع الطبقة الشعبية التي تضم وظائف مُتباينة ومُنفصلة، مثل الأنشطة العسكرية والدينية. ظهرت المجتمعات ذات الطبقات المُتعددة في العصور القديمة، على سبيل المثال في روما، وفي المجتمعات المدنية الحديثة مع ظهور البرجوازية.
اما في فرنسا كان للمجتمع مقسما إلى طبقات، ولكل طبقة حقوقها وامتيازاتها الخاصة كما عليها واجباتها الخاصة أيضا. ان الطبقة التي ينتمي اليها كل انسان يقررها امر واحد فقط هو: اصله ونسبه، فاذا كان الأب ينتمي إلى طبقة التي ينتمي اليها كل انسان يقررها الطبقة بموجب القانون. وقد شكّلت هذه الطبقات هرما: تحتل قمة الهرم الطبقتان العلييان: النبلاء ورجلاء الدين. وتحتهما الطبقة الثالثة: الفلاحون (الذين شكلّوا ما يزيد عن 80% من السكان) والبرجوازيون وهم سكان المدن (حوالي 15% من السكان).
نجد أن مفاهيم الطبقية وصراع الطبقات تُستخدم في سياقات تاريخية مختلفة:
- الصراع بين العبيد والأسياد في مجتمعات الرقيق والدُخلاء من المجتمعات القديمة.
- الصراع بين العامة ومُلاك الأراضي يتضح من الجراسك (les gracques).
- الصراع بين الطبقة الثالثة وطبقة النبلاء عشية الثورة الفرنسية.
- الصراع بين العمال وأصحاب العمل في المجتمع الرأسمالي الحديث.
- الصراع بين الرجل والمرأة في المجتمعات البطريركية حيث الإستغلال المحلي هو شريان التدرج الاجتماعي.
- الصراع بين الطوائف في الهند.
- الفصل بين المستوطنين والسكان الأصليين في المستعمرات.
- الانقسام بين بلاد الشمال وبلاد الجنوب.
- التفرقة العنصرية بين المجتمعات الثقافية في المدن.
- أدباء الدولة في الصين القديمة يواجهون الإمبراطور من خلال تعاليم لاوزي.

ومع ذلك، فإن أساس مفهوم الطبقية هو الاقتصاد، وليس من السهل دائماً الانتماء إلى فئة بعينها لتحديد الأهداف من المعايير القانونية.
يتـركز تجانس الطبقة بعمل المجتمع؛ حيث لا غنى عن الشبكات السرية وحيث عدم المساواة الدائمة (ولدنا في أسرة غنية أو فقيرة)،
وكذلك عبر الآليات الاجتماعية الخفية، الواعية أو اللاوعية (النقد الايديولوجي)، وليس عن طريق القيود القانونية الصريحة كما كانت دول الحكم الارستقراطي.
صراع الطبقات لا يحدث دوماً بين الطبقة المُهيمنة والطبقة التي يُهيمن عليها، ولكن يمكن أن يحدث بين اثنين من الطبقات السائدة لفرض سيادتهم على الطبقات التي يُهيمن عليها. لهذا السبب نَعت ماركس الثورة الفرنسية بالثورة البورجوازية مُعتبراً أن هذه هي اللحظة التاريخية حيث أطاحت الطبقة البورجوازية بطبقة النبلاء ورجال الدين لاضطهادهم للطبقة العاملة. هذا التحليل لم يضفئ الشرعية على البورجوازية لصالح الانقلاب، واستُبدل بالثورة الديموقراطية التي أقامها الشعب من أجل الشعب.
إذا لم يكن حدث صراع بين طبقتين فقط من المجتمع ولم يميز ماركس بين أربع وسبع طبقات من خلال أعماله، فكان سيستطيع دائماً أن يُقسم مجموعتين: واحدة مُكونة من الطبقة المُهيمنة، والاخرى من الطبقة المُهيمن عليها. غير أن الحركات النقابية والثورية كانت ستحاول الالتفاف حول سريرة مشتركة لتلبية مصالحهم.

## منظور التحررية
ظهر مفهوم (صراع الطبقات الاجتماعية) عند فرنسوا غيزو في كتابه عن التاريخ الحديث «تاريخ الحضارة في أوروبا منذ سقوط الامبراطورية الرومانية حتى الثورة الفرنسية» وأعطى هذا الكتاب لجامعة السوربون في عام 1828، ويُفسر فيه فرنسوا غيزو أن ثالث أكبر نتيجة للتحرر من البلديات هو مقاومة الطبقات التي ملئت التاريخ الحديث. وُلدت أوروبا الحديثة من صراعات بين مختلف طبقات المجتمع. من وجهة نظر غيزو، أن ظاهرة مقاومة الطبقات مأخوذة من غزو الفرنجة في القرن الخامس المعارضة لشعبين أو عرقين بمعنى أن عامة الشعب والبورجوازيين من أصل غالي روماني (من سكان غالية الرومانية) أما بالنسبة لطبقة النبلاء فهم من أصل فرنجي منذ حركة بلدية قروسطية في القرن الثاني عشر حتى ثورة 1789 و1830. نجد هذا المفهوم عند معظم المؤرخين الفرنسين من استعادة بوربون خاصة اوجوست تييري مؤلف كتاب (تاريخ تشكيل وتقدم الطبقة العاملة في عام 1853), وادولف تييريه وفرنسوا اجوست منييه. ألهم المؤلفين الفرنسين لنظرية اللبرالية لمقاومة طبقات المجتمع من جان بابتست ساي واونتوان دسدوت دو تراسي. ومع ذلك فإن هذة النظرية تُستوحى من أقدم الحركات مثل حركة النضال من أجل المساواة من مؤيدين المساواة الإنجليزية Niveleurs (هم مجموعة من الرجال اجتمعوا منذ الحرب الاهلية الإنجليزية للمطالبة بإصلاحات في الدستور والمساواة في الحقوق في القرن الثاني عشر), وتستوحى أيضاً من كتابات آن روبير جاك تيرجو وجيرمي بنثام المهتمين بالاقتصاد الفرنسي.
إن أوائل المنظرين لصراع الطبقات الاجتماعية هم شارل كومت وشارل دونويه الذين يمثلون الدولة كأنها مقر للبحث عن الدخل الاقتصادي من الضرائب واستطاعوا التمييز بين أكبر طبقتين في المجتمع الصناعي: طبقة العمال: الذين يدفعون الضرائب و طبقة النبلاء: المستهلكين للضرائب.
يترتب على ذللك أن مصالح كل طبقة مُعاكِسة للأخرى؛ فالطبقة الأولى (طبقة العمال) تريد تقليل الضرائب أما الطبقة الثانية (طبقة النبلاء) فمن مصلحتها زيادة الضرائب.

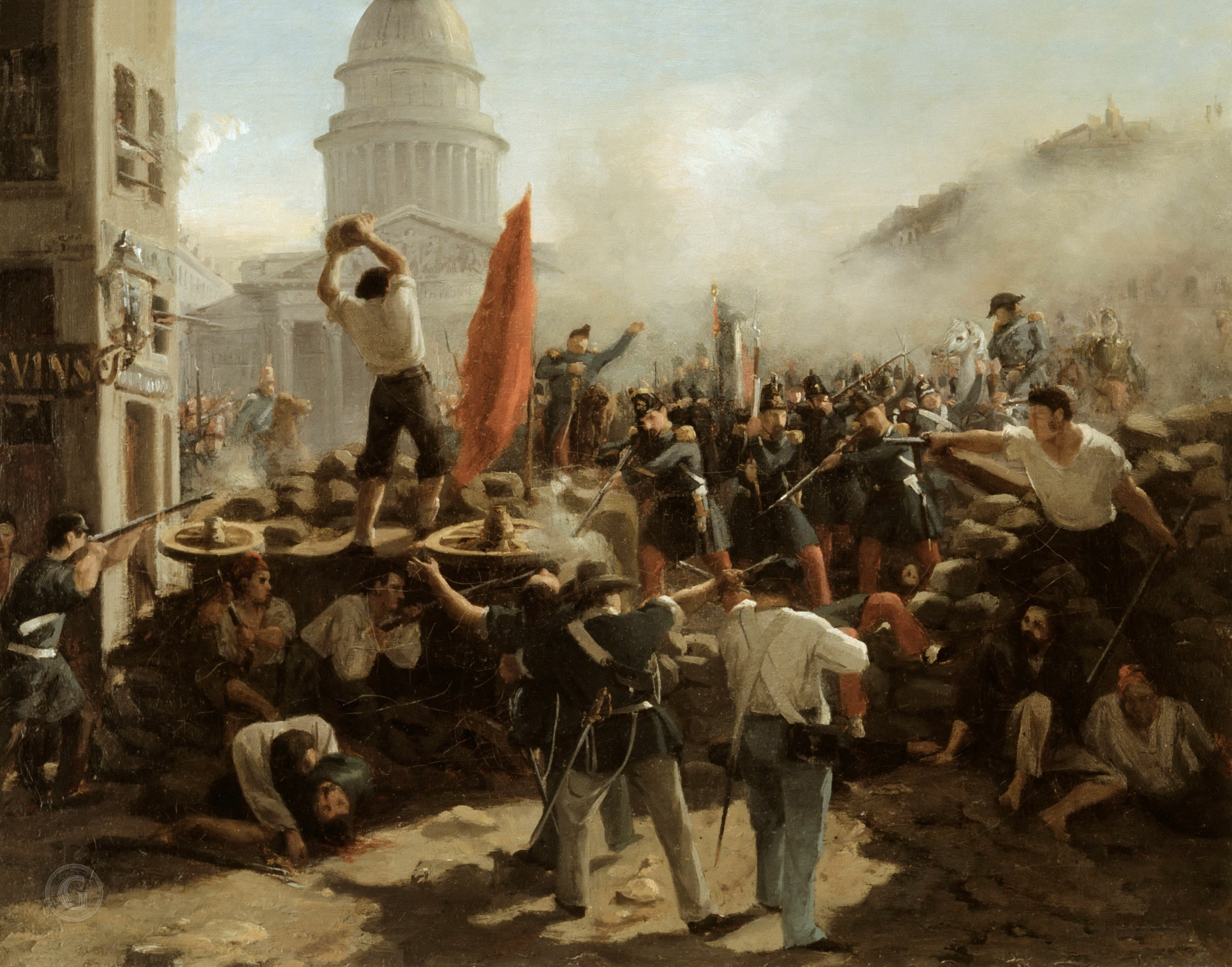
حاجز بباريس رفع خلال الثورة الفرنسية 1848

## المنظور الماركسي
طورت الماركسية نظرية مُعقدة لصراع الطبقات الاجتماعية وتطورها على مر التاريخ مما وفر مدخلاً لبيان الحزب الشيوعي. لقت هذه النظرية حماساً كبيراً منذ القرن العشرين وألهمت مصير عدداً كبيراً من البلدان. أوحى عدد كبير من الفلاسفة والمؤرخين كلا من ماركس وفريدرخ انغلز؛ فوضعوا عدة مفاهيم من أجل فهم المجتمع وتركيبته. صاحب مفهوم (مقاومة الطبقات اللبرالية) نقد لفكر غيورغ فيلهلم فريدريش هيغل وأيضاً لمفهوم المادية التاريخية وهي العناصر التي تساعد على تفسير الحركات التاريخية. ترى الماركسية أن الطبقة المُستغَلة (البروليتاريا) ستتحرر من خلال إسقاط حُكم الطبقة المُستغلِة (البرجوازية) لتحقيق المُساواة (مجتمع لا طبقي).
من خلال المنظور االماركسي حتى يومنا هذا، وتاريخ المجتمع يَعكس الانقسام الطبقي الذي يحدث في المجتمع بين (الرجل الحر والعبد، والنبلاء والعامة، البارون والرقيق، الظالم والمظلوم)الذين يتعارضون في مواجهات بلا توقف أحياناً تكون واضحة وأحياناً غير واضحة، أحياناً تكون مواجهات سلمية وأحياناً غير سلمية. عكس المجتمع الرأسمالي الحديث التدرُج الطبقي في المجتمع الانقطاعي ولم يلغ التناقضات بين الطبقات الاجتماعية المُختلفة ولكن حَلت محلها تناقُضات اُخرى جديدة. وفي الوقت الحاضر إنقسم المجتمع الرأسمالي إلى مُعسكرين كبيرين متعادين أو إلى طبقتين متناقضين تماماً: الطبقة البرجوازية وطبقة البروليتاريا.
يميز ماركس دائماً على الاقل بين فئتين أساسيتين:
- الرأسماليين أو البرجوازين وهم الطبقة الحاكمة التي لديها رأس المال والتي تُهيأ وسائل للعمل من أجل مصلحة الأخرين، ويتم موزانتها على سعر شراء القوى العاملة.
- والبروليتاريا التي تجمع الأشخاص الذين ليس لهم رأس مال والذين هم مُجبرون على بيع مجهودهم في العمل من أجل البقاء.

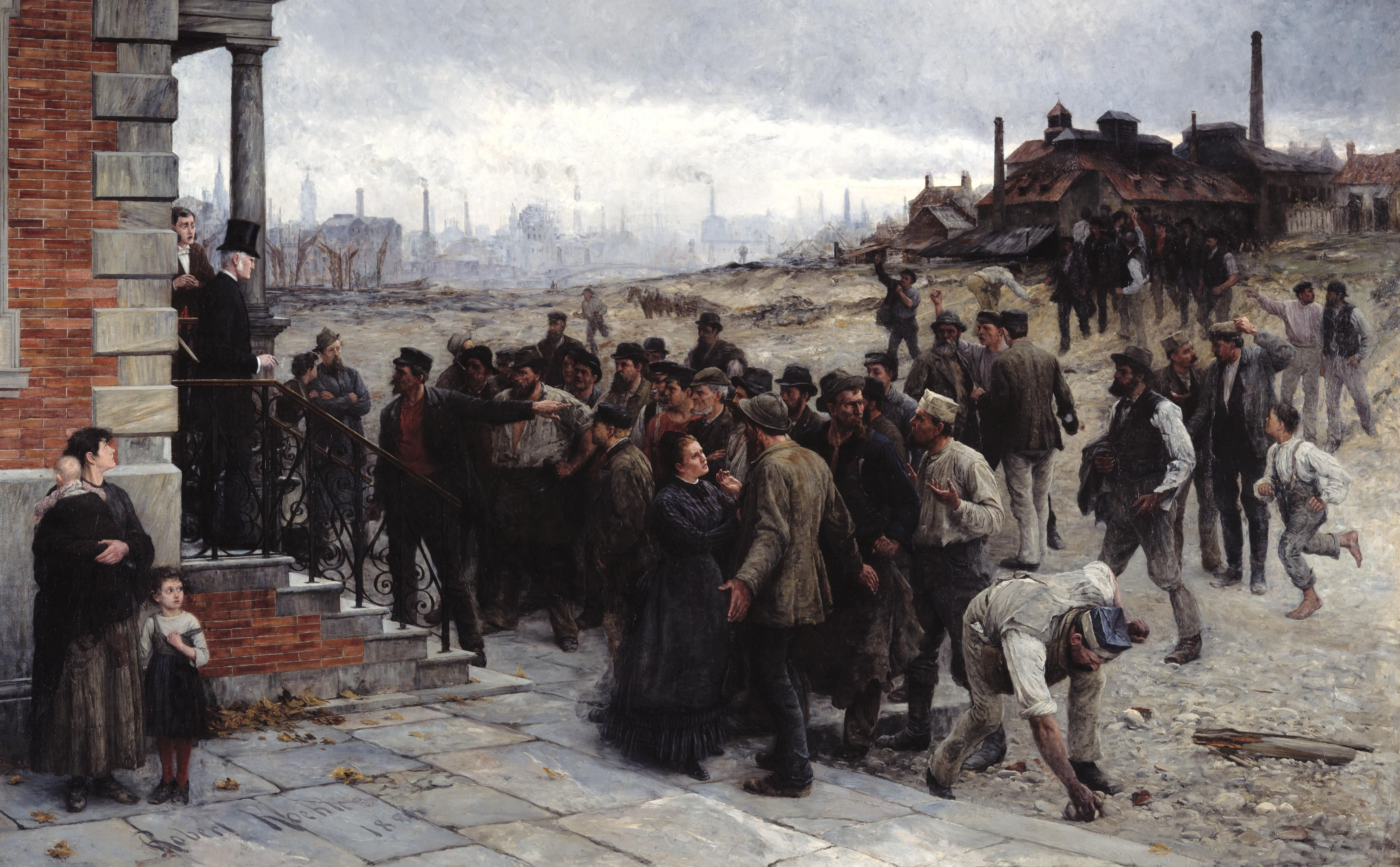
الإضراب, للرسام روبرت كوير، العمال يعارضون ارباب العمل

بالإضافة إلي وجود طبقات فرعية (على سبيل المثال تعارُض الطبقة البرجوازية الصناعية مع البرجوازية الاقتصادية) وبجانب هاتين الطبقتين الأساسيتين تُضاف إليهما الطبقة المتوسطة ذو النوايا التحررية.
- «البرجوازية الصغيرة» تجمع هذه الطبقة الأشخاص الذين لديهم وسائلهم الخاصة لكسب العيش كأصحاب المتاجر والمهنيين وما إلي ذلك؛ مما يمنحهم إستقلالية غير مستقرة مقارنةً بالرأسماليين. فهم لا يحتاجون إلي دفع رواتب لأنهم ليسوا أرباب عمل ولكن يجب عليهم العمل لكسب العيش.

من وجهة نظر ماركس أن البرجوازية والبروليتاريا يمكن أن يكون لهما سياسة مُستقلة، فإن اختلاف طبقات «البرجوازية الصغيرة» تجذب طبقة البروليتاريا (الطبقة العاملة)؛ بغرض توحد مَصالحهم ورؤيتهم السياسية مع كبار المهنيين المعارضين لكبار الرأسماليين.

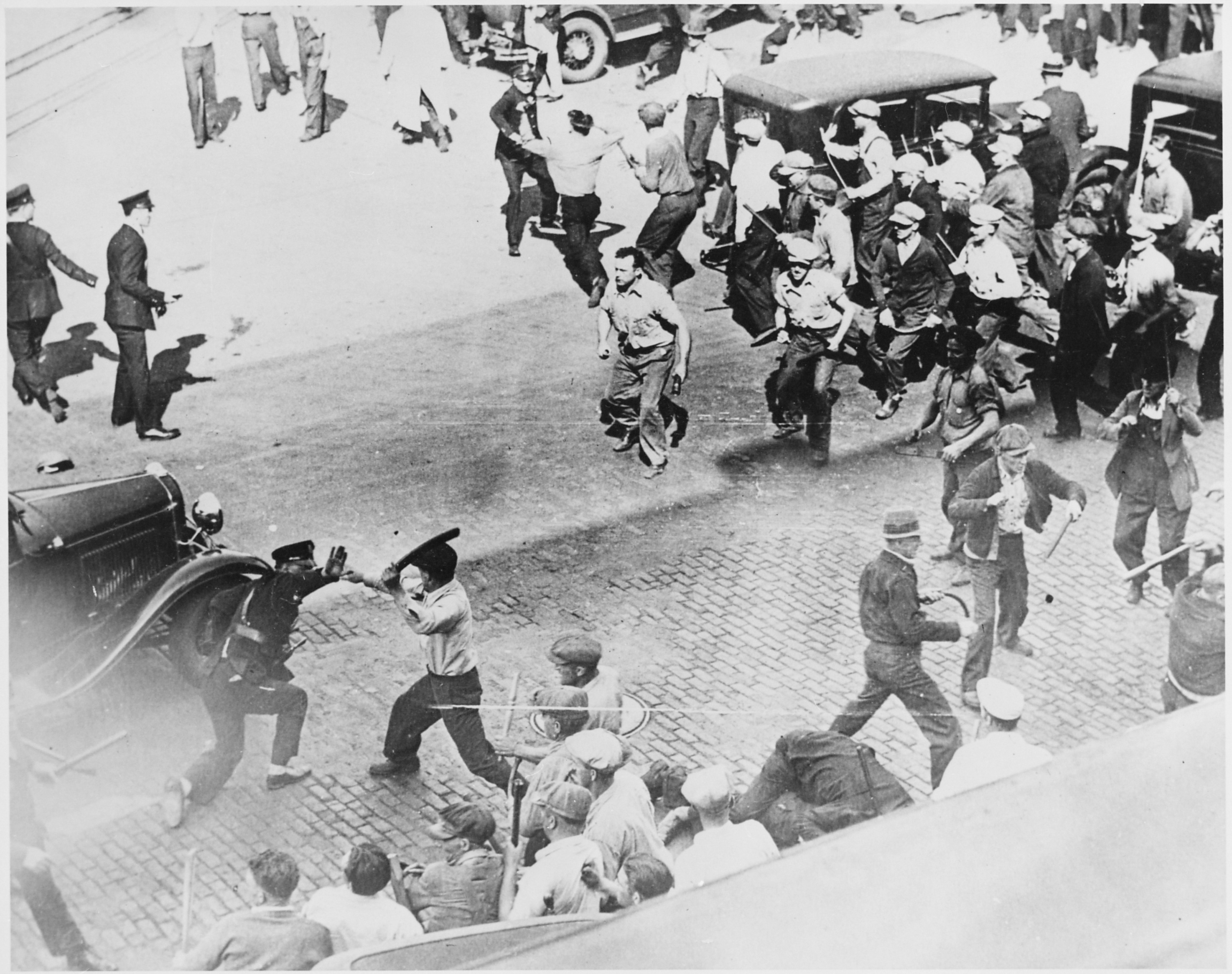
معركة مفتوحة بين الطبقة المسيطرة و الطبقة المظلومة (المسيطر عليها) في شوارع منيابولس، يونيو 1934.

سيضُم هذا الصراع كل المجالات الاجتماعية والاقتصادية والسياسية والايديولوجية وسيُصبح هو المحرك للتطور الاجتماعي والتاريخي. ستمُاِرس الراسمالية الضغط لتحديد حِصة الإنتاج لطبقة البروليتاريا (الطبقة العاملة)؛ مما يؤدي إلي زيادة إستغلال العُمال وإفقارهم وأيضاً إلي زيادة الرأس مال وإلي الثروة الطائلة مما يؤدي إلي صراعات أو مُنافسات بين الرأسماليين بعضهم البعض. والمكاسب الاجتماعية هي حِصة رأس المال التي تُخَصَص لطبقة البروليتاريا للحفاظ على إستقرارية السلام في المجتمع، وغالباً بعد الإضربات الكُبرى التي شاهَدُها المجتمع مثل الإضراب العام التلقائي سنة 1936. ستُصبح البُرجوازية الصغيرة مُدانة بتراجعها (بتحولها من فئة المنتجين المستقلين إلي الوضع البروليتاري) بسبب عدم قُدرتها على مُنافسة الرأسماليين. بالنسبة للماركسين مع إستثناء نظرية الماوية (وهي نظرية تستوحى فكر ماوتسي تونغ), أن صراع الطبقات الاجتماعية يُعطي معنى للتاريخ ويشرح الديناميات التي تغير المجتمعات، يقول كارل ماركس:(أنه إلي يومنا هذا وتاريخ كل المجتمعات لم يكن إلا تاريخ صراع بين الطبقات الاجتماعية). ستتوقف هذه الصراعات في وقت ما؛ ما إن قادت ثورة البوليتاريا المجتمع أو إذا أصبحت الطبقة المُسيطرة هي الطبقة العاملة (ديكتاتورية البوليتاريا)؛ ستُلغى جميع طوابق المجتمع مما يؤدي إلي مجتمع بلا طوابق بمعنى مساواة اجتماعية. من خلال هذا المنظور إذا قام المجتمع بتشجيع طبقة البروليتاريا إذن سيستطيع توظيف الثورة المنتجة لتحسين مصير الإنسانية؛ ولن تكون السلُطة السياسية وسيلة لخدمة الرأسمالية ولكن ستكون معنى حقيقي للديمقراطية. ستسمح الثورة الشيوعية بوقف انقسام المجتمع إلي عِدة طبقات اجتماعية.
لتحقيق هذا الهدف يَعتقد الماركسين أن طبقة البروليتاريا يجب عليها أن تكتسِب وعي طبقي (بمعني أن تعي بما هي عليه على النحو الذي تصوره النظرية الماركسية في الإطار العام للمجتمع)؛ للوثوق بقدرتها على تنظيم المجتمع وتضامنه دون الانخضاع لطبقة الرأسماليين. كان يُمكن أن يحدث هذا مراراً وتكراراً على مر التاريخ خصوصاً خلال كومونة باريس سنة 1817 والثورة الروسية في 1917. وعلى الرغم من هذا الحدث الأخير ولكن إنقسمت الأراء كثيراً حول مُختلف التيارات الماركسية.

## صراع الطبقات الاجتماعية المعاصرة
اليوم يتجلى صراع الطبقات الاجتماعية رسمياً من قِبل الحركات الاجتماعية مثل الإضرابات أو المظاهرات. الأسباب الرئيسية للإضربات هي مُطالبة أرباب العمل بزيادة الأجور ومنع التصاريح ومُعارَضة ظروف العمل القاسية. في القرن العشرين، تم إنشاء عديد من الأليات أو الهيئات تعادلية التمثيل ترتكز على اقتسام الأجور بين المستخدمين وأرباب العمل.فعلى المستوى المؤسسي تحتوي على لجنة للمشاريع، أما على المستوى القومي فتحتوي على هيئات تدريب مِهني وهيئات الإتفاق الجماعي ومجلس التوفيق (بين أصحاب العمل والعُمال) وما إلي ذلك. تُوفر هذه الأليات إطار قانوني ومؤسسي للعلاقات بين الطبقات الاجتماعية مما يُمكنها من الدخول في نِطاق التعاون الاجتماعي بين الطبقات.
بالنسبة «لريموند ايرون» فإن الفعل الحاسم للتطور المجتمع هوإرتفاع إجمالي الإيرادات التي تُقلل المُنافسات الحادة والعنيفة بين الطبقات الاجتماعية وتترك مجالاً للارتياح من المُشاكسات بين الطبقات في المجتمع. أكد ايرون أن هذا التطور التاريخي يتناقض مع توقعات كارل ماركس حتى أن أمكن تفسير ذللك من قبل نظامه. في الواقع بالنسبة لماركس تقود قوانين الإنتاج الرأسمالي إلي الإفقار مما يجعل احتمالية لمصداقية الثورة. ·  مع ذللك بالنسبة للتروتسكية ارنست ماندل (أن نظرية الإفقار المُطلقة لا تتواجد في أعمال كارل ماركس ولكنها تنتسب إليه من قبل أعدائه السياسين)، ويُعتقَد أيضاً أن هذه النظرية طرحها توماس مالتوس وتتوافق مع قانون فرديناند لاسال الذي لقى مُعارضة من قبل كارل ماركس. يُفضل ماركس الحديث عن الإفقار النسبي ويُدافع عن الأفكار الاتية:
- تَحول الرأسمالية وكُبرى الصناعات والشركات التجارية للبروليتاريا (للطبقة العاملة) ولبعض الطبقات الاُخرى مثل: (الفلاحين والمهنيين وصغار التجار).[18]
- إخراج جزء من طبقة البروليتاريا من عملية الإنتاج وإخضاعهم للفقر المطلق كالعاطلين عن العمل وكبار السن والمعوقين وذوي الاحتياجات الخاصة، وما إلى ذلك.[19] والذين يشكلون احتياط للجيش الصناعي.[20]

بالإضافة إلي ذللك، يمكن للأزمات الاقتصادية ٳفقار المجتمع بأكمله " في مثل هذه الأزمات جزء كبير ليس من المنتجات المُصنعة فقط ولكن أيضاً القوة الإنتاجية تكون مُعرضة للتدمير. تفشَت مُشكلات ٳجتماعية لم يكن لها وجود في جميع العهود السابقة مثل مُشكلة "فائض الإنتاج". رفض المجتمع هذه الحالة من الهمجية المؤقتة: يبدو أن المجاعات وحروب الدمار الشامل فد خفضت المؤن والصناعة والتجارة .
هناك ميل لزيادة مستوى المعيشة في جميع أنحاء العالم، وهذا الميل يعد نتيجة مُعاكِسة نظراً للاستياء من الحروب والكوارث البشرية للسنوات 1980 و1990 في أفريقيا والاتحاد السوفيتي السابق 
حتى وٳن كان هناك بُطئ في التقارب بين البلدان الغنية والبلدان الفقيرة. فعلى مدى العقد الماضي، ٳزداد مُعدل التنمية البشرية في جميع المناطق وبشكل غير متساوٍ مع الاستثناء الملحوظ لأفريقيا . يبدو أن الأزمة الاقتصادية تُعيد توجيه الإتهام لبعض مُنزعاتها، وفقاً لمنظمة الأغذية والزراعة، إن الأزمات الاقتصادية العالمية قد تُجبِر الناس على تقليل إستهلاكهم الغذائي، وتعتقد منظمة الٲغذية والزراعة ٲن عدد الجياع سيزداد نتيجة لذلك، وبالفعل وصل عددهم في عام 2008 ٳلي 928 مليون جائع. تشهد الجمعيات الخيرية في فرنسا زيادة في طلبات المساعدة، يُعقب مسؤلين الجمعيات الخيرية ٲن هذه الزيادة التي لم يَسبق لها مثيل والتسجيلات بالجمعيات في ازدياد مُستمر . من خلال جريدة «الايكو» الفرنسية، تخشى الجمعيات الخيرية للٳسكان، تدفق عدداً كبيراً من الأهالي ٳلي مراكزها وجانبياتها الجديدة. قبل الأزمة الاقتصادية كانت هناك زيادة في انعدام المساواة بين أفراد المجتمع . من خلال المعهد القومى للإحصاء والدراسات الاقتصادية، مستخدماً مؤشر تقريبي، ٳرتفعت نسبة الفقراء في فرنسا بين عام 2001 و2004 ٳلى 100.000 فقير (من خلال جريدة ليبراسيون، 23 نوفمبر 2006) كذلك الموطفين، ٳرتفعت نسبة الفقراء من 3.9% في عام 1970 ٳلى 5.4% في عام 2004 (من جريدة ليبراسيون،23 نوفمبر 2006). وفقاً لدراسة ٲُجريت من قِبل الأمم المتحدة، ٳن في عام 2000 , 2٪ أت الأشخاص الأكثر غنى يتملكون 50٪ من الثروة، في مقابل أن ال 50٪ من الأشخاص الأكثر فقراً لا يمتلكون سوى 1٪ من الثروة.
ٲلقي نعوم تشومسكي كلمة في المنتدى الاجتماعي العالمي في يناير 2002 , موضحاً فيه أن الوضع الحالي يُمكن أن يُسمى ب«حرب الطبقات الاجتماعية» حرب، بين مراكز القوة الدولية والخاصة (التي تَرتبط ٳرتباطاً وثيقاً جداً ببعضها البعض) من جهة ومن جهة أُخرى ٳجمالي سكان العالم.

## الطبقات الاجتماعية والتصويت
بالنسبة لكارل ماركس، يجب على صراع الطبقات الاجتماعية التعبير عن طريق الحركات السياسية . السياسة التعبيرية ليست مُمكنة كسياسة الأحزاب التي تمثل الطبقات الاجتماعية شبه المتجانسة، اليوم، بالتحديد إذا واجه البروليتاريا حزب الطبقة العاملة بحزم الأحزاب البرجوازية.
في فرنسا عام 1970 سمحت الإحصائيات والدراسات الإستقصائية بالتحقق من انخفاض الترابط بين الطبقة الاجتماعية والانتخاب .
من خلال صحيفة «لو موند»، رفض العُمال مَبدأ اليسارية وكتبت الصحيفة في مايو 1981, أن الحزب الاشتراكي جمع 74% من أصوات العُمال، وفي أبريل 2002, لم تتعدَ النسبة 13% , لم يستفد اليمين البرلماني من هذا الرفض لأن نسبة الممتنعين عن التصويت من الطبقات الشعبية ارتفعت، ثانياً، التصويت كان للأطراف .خلال الانتخابات الرئاسية لعام 2002، صوت ما يقرب من ثلثي العمال المهَرة والمعلمين لليمين المُتطرف. (وهذا يعني، في الواقع، ما يقرُب من ثلث الذين صوتوا، وليس ما يقرب من ثلث المجموع).
تحليل نسبة تصويت العمال خلال الانتخابات الرئاسية عام 2007 , تغيرت وفقاً للبيانات المُقدمة من إستطلاعات الرأي،
من خلال تقرير جريدة "لو كانار اونشنيه (‏Le Canard enchaîné‏)", بالنسبة لمعهد لو كاريس 2 , تفوق «نيكولا ساركوزي» بوضوح في الطبقة العاملة وبالنسبة للمجلس الأعلى للقوات السمعية والبصرية تفوق «سيجو», أما «لو بين» فتفوق بمعهد ايبسوس 
استند نهاية صراع الطبقات الاجتماعية على سخط العُمال على التصويت، في حين أن تصفية الصناعات قد خَفضت كثيراً من أهمية الطبقة العاملة.
إذا أصبح، لدى البعض، مفهوم (صراع الطبقات الاجتماعية) يجب إعادة تحديثه وفِقاً للتطورات الإجتماعية.أكد عالم الاجتماع «جون لوجكين» أن اختفاء الصراعات الحالية من المُمثل المَركزي ومن مُحفز المجموعة المُهيمِنة، «الطبقة العاملة» ومؤسساتها، لا يعني إذاً نهاية «الصراع بين الطبقات الاجتماعية» فتنوع مُمثلين المجتمع، صفة مؤلفة من عِدة تحالفات لا تمنع ظهور أُجور مُتنوعة تظهر في صورة أعمال حُرة مثل: (الفنانين والأطباء وأصحاب الشركات الصغيرة)، الذين يحاولون مُعارضة الأشخاص المُسيطرين على راسمالية الدولة وحكومة الفنيين (و هو مذهب يمنح الفنيين نفوذاً غالباً على حساب الحياة السياسية نفسها) 
.ظلت التجزئة الاجتماعية على توافق مع الأطراف السياسية في عِدة حالات. في الانتخابات الإقليمية الفرنسية عام 2004، رَفض حصول اليمينية على السُلطة كان أثر واضحاً في البَلديات حيث كانت نِسبة العُمال والمهنين وأصحاب المِهن الوسيطة مثل: (الفنيين والمشرفين والمعلمين والممرضات وما الي ذلك) هم الأعلى. على عكس، الموظفون الإداريون الذين قاموا بالتصويت لليمينية للحُصول على باقي أُجورهم أما بالنسبة للعاملين لحسابهم الخاص إنخفضت نِسبة تصويتهم لليمينية وارتفعت لليمين المتطرف 
في مايو 2007 ، بباريس، أدلت المناطق الشعبية بصوتها لليسارية (بالقرن الثامن عشر والتاسع عشر والقرن العشرين)، عل عكس، المناطق البورجوازية التي أدلت بصوتها لليمينية (بالقرن الخامس عشر والقرن السادس عشر والقرن السابع عشر).

## ظهور طبقات اجتماعية جديدة
من خلال كتاب «ثورة البروليتاريا» لجويل رونيه، تَشهد فرنسا منذ عِدة سنوات صراع بين طبقات اجتماعية جديدة، طبقة رأسماليي المعلومات "les infocapitalistes" (التي تحتكر وسائل إنتاج المعلومات والأخبار وترويجها على نطاق واسع بمُختلف الدعامات المُمكنة) مثل: البرانم الالكترونية، المحطات الإذاعية والقنوات التلفزية، وكبريات الصحف، ووسائط توزيع الأفلام والأغاني), وطبقة البرونيتاريا 

## انتقادات
لقد انتُقد مفهوم صراع الطبقات الاجتماعية بطرق مختلفة.

### انتقادات إيديولوجية
انتُقد مفهوم صراع الطبقات الاجتماعية منذ أواخر القرن التاسع عشر بسبب عدة نَظريات تدور حَول مفهوم الصراع .
انقسام المجتمع
انتُقد مفهوم صراع الطبقات الاجتماعية لتقسيمه المجتمع إلى معسكرين مُعاديين، وأيضاً لأنه دعا إلي العُنف وكراهية الطبقات الاجتماعية .
هذا الانتقاد موجه من اليمنية المحافظة أو اللبيرالية، يدعو المحافظون إلى «التعاون بين الطبقات الاجتماعية» التي هي من وجهة نظر المدافعين عن مفهوم «صراع الطبقات الاجتماعية» ليس إلا «استغلال طبقة للاخرى». ترفض 'العقيدة الاجتماعية للكنيسة الكاثوليكية
مفهوم «صراع الطبقات الاجتماعية». اعترف البابا ليون الثالث عشر في رسالته الشهيرة «ريرم نوفارم_ Rerum Novarum» بوجود طبقتين بالمجتمع:" قَسْم العُنف من الاضطرابات الاجتماعية المجتمع إلى طبقتين وحَفر بينهم هاوية ضخمة.: من جهة طبقة قوية جداً بسبب ثروتها، فهي السيد المُطلق للصناعة والتجارة، تُحَول إليها الثروات ويتدفق إليها جميع المصادر، وتُمسك بيدها أكثر من اختصاص من الإدارة العامة .ومن جِهة اُخرى عدد كبير من الفقراء والضعفاء، متقرحي الروح، مُستعدون دائما للإضراب  ". ولكنه رفض فكرة «الصراع» بين الطبقتين .
إصطدم المُدافعون عن مفهوم الصراع الطبقي والمؤيدين للفكر المسيحي بتطور حركة جديدة وهي لاهوت التحرير، ظهرت هذه الحركة في النصف الثاني من القرن العشرين في الكنيسة الكاثوليكية في أمريكا اللاتينية عام 1960-1970 .
ومع ذلك، دعا البابا يوحنا بولس الثاني، إلى الِحفاظ على العقيدة الاجتماعية الرَسمية للكنيسة، مُشيراً على سبيل المثال في عام 2002 ، إلي الإستيلاء على الأراضي في البرازيل قائلا: " للوصول إلي العدالة الاجتماعية، يجب أن نذهب إلي أبعد من مجرد تطبيق للمخططات الإيديولوجية الناشئة عن الصراع الطبقي، على سبيل المثال احتلال الأراضي التي أدنتْها بالفعل خلال زيارتي الريفية في عام 1991.""
تعَارُض العقيدة الاجتماعية للكنيسة في مفهوم «الصراع الطبقي» فِكرة «إجماع الطبقات», مُعللاً ذلك في رسالته (Quadragesimo Anno §58) " عمل طبقة ورأس مال الطبقة الاُخرى يجب أن يجتمعوا بما إنه لا يمكن لطبقة فعل شيء دون مُساعدة الاُخرى." تطبيق هذه الفكرة يمكن أن يروج للحركة النقابوية أو لتجميع فكرة العمل الرأس مالي الذي دعَت إليه حركة (gaullisme).

### صراع الطبقات الاجتماعية ضد الامة
اضاف القوميون أن مفهوم صراع الطبقات الاجتماعية يُضعف الامة ويُتيح مجالاً للانقسام الاجتماعي والاقتصادي مما يؤدي إلي إلغاء مفهوم الحدود الوطنية . بالنسبة لكارل ماركس، فإن مفهوم الصراع الطبقي يُشير مُباشرة إلي منظمة دولية . وقع بيان الحزب الشيوعي في موجة من الثورات الأوروبية عام 1848. يري القوميون أن مفهوم «صراع الطبقات الاجتماعية» هو عدو للأمة، فهو يُقسم المجتمع ويخلق تضامنات دولية . مُعارضة مفهوم «صراع الطبقات الاجتماعية» كان من أكثر المواضيع انتشاراً في المنظمات والأحزاب السياسية مثل: حزب الفاشية والنازية عام 1920 الي 1940 .

### الصراعات السياسية الأخرى
تُعتبر قضية دريفوس أكبر القضايا التي جذبت انتباه الشعب الفرنسي بين الصراع السياسي وصراع الطبقات الاجتماعية الذي له الأفضلية . من الجدير بالذكر، أن هذه القضية، أعطت مجالاً للفرنسين للمُدافعة عن العدالة والمُطالبة بحقوق الإنسان. تردد بعض الاشتراكيين في إعلان دعمهم لقضية دريفوس مُعتبرين أن هذا الدعم خيانة لمفهوم «صراع الطبقات الاجتماعية» بما أن دريفوس من الطبقة البورجوازية. واعتبر اشتراكون آخرون، مثل روزا لوكسمبورغ وجون جورييه أن الدفاع عن قضية دريفوس مُتوافق مع مفهوم «صراع الطبقات الاجتماعية»، وكتب جون جوريه في إحدى مقالاته: " حقًا، نستطيع، دون أن نعارض أو أن ننقص من مفهوم صراع الطبقات الاجتماعي أن نستمع لصرخة إنسان بشفقة، ونستطيع أن نكون في النضال الثوري وأن يتبقى لدينا شعور إنساني، فلسنا مُلتزمين بالبقاء في الاشتراكية والهروب من الإنسانية. "
في مايو 1968، انتقد بعض الثوريين الأحزاب الماركسية المُتعلقة بمفهوم «صراع الطبقات الاجتماعية»، وذلك لصعوبة دمج «الصراعات الجديدة» كالنسوية والجهوية ومناهضة العنصرية وعلم البيئة، إلخ..

### المشاركة في السلطة والإصلاحية
انتُقد مفهوم صراع الطبقات الاجتماعية من قبل الاشتراكيين الإصلاحيون الراغبين في إتخاذ إجراءات للإصلاح الاجتماعي على رأس «الدولة البرجوازية». مُنع هذا المفهوم نظرياً تعاون الوزراء الاشتراكيين في الحكومة البرجوازية . دفع الحزب الاشتراكي الفرع الفرنسي للمنظمة العمالية الدولية (SFIO) لرفض المشاركة بالحكومة بعد نجاح كارتل اليساريين عام 1924 وجبهة اليساريين عام 1932 . لحل هذه المشكلة قام رئيس «المنظمة العمالية الدولية»ليون بلوم خلال مجلس المنظمة بتمييز بين (ممارسة السُلطة) التي يُمكنها مَنح دَرجة من التعاون بين الطبقات خاصة الحزب الراديكالي الاشتراكي، و (غزو السلطة) التابع لمفهوم «صراع الطبقات الاجتماعية».

### نقد الليبرالية
طَعن أنصار الليبرالية الاقتصادية في مفهوم الماركسي «صراع الطبقات الاجتماعية». فبإمكانهم إنكاره أو وضع تصنيف مُختلف أو الحد من صراع توزيع الناتج القومي، مثل :(ريموند ارون). على عكس، كارل بوبر الذي دَعَم كارل ماركس مبيناً إنه على حق فكتب : " أن صراع الطبقات الاجتماعية واتحاد العمال هم العوامل الرئيسية للتحول للرأسمالية . " بالنسبة لللبراليين، يجب أن تبقى العلاقات بين الرأسماليين والعُمال على نَهج قانوني للمفاوضات، خاصة فيما يتعلق بعقد العمل بشأن العلاقات الفردية . وذلك سيناقش بحرية وسيرضى به كلاً من الموظف وصاحب العمل، أما بالنسبة للماركسين، فإن حرية التعاقُد من الموظف الرسمي فقط بسبب اعتماده الاقتصادي وعدم المساواة في الوضع مع أصحاب العمل.

## الانتقادات الاجتماعية
هناك محور أخر كبير لنقد مفهوم «صراع الطبقات الاجتماعية» يقوم على صحة تعريف «الطبقات الاجتماعية» نفسها.

### تجانس الطبقات الاجتماعية
شكك بعض النُقاد في تجانس مصالح وسلوكيات الموجودة في الطبقة الاجتماعية الواحدة . بالنسبة لهؤلاء النُقاد، فإن مفهوم «صراع الطبقات الاجتماعية» هو «التبسيط» ، وتقسيم المجتمع بين العمال ولرأسماليين وذلك لا يتطابق مع الواقع . فإن الأشخاص الذين لديهم العمل ذاته يتنافسون دائما في العمل فبالتالي تُصبح مَصالحهم مُتضاربة، وبالتالي نلاحظ ضغوط حمائية تهدف إلي حماية المشاريع المحلية ومن فيها من عاملين ضد عُمَال أخرين ومن أصحاب العمل ضد أرباب عمل أخرين، ومن التوترات خلال الإضرابات بين المضربين وغير المضربين وبين أولئك الذين في النظام ومن هم على الهامش .

### الطبقات المتوسطة
ظهر في النصف الثاني من القرن العشرين طبقة كبيرة تُعرَف«بالطبقة المتوسطة» وإنخفضت كمية «طبقة العمال»(في عام 1970 تقريباً), مما أطلق جدلاً من قِبل النُقاد حول الطبيعة التاريخية الاجتماعية لمفهوم «صراع الطبقات الاجتماعية». بالنسبة لبعض النُقاد، فإن هذه التطورات الاجتماعية تُبطل مفهوم «صراع الطبقات الاجتماعية» التي يجب أن يحل محله حركات سياسية أخرى (على سبيل المثال الحركة الاصلاحية) أو غيرها من الحركات الأخرى .
و بالنسبة لآخرين، فإن مفهوم الصراع الطبقي ما زال صالحاً . فإن كارل ماركس أخذ في الاعتبار فكرة وجود «طبقة متوسطة» واعتبر أنها اُسْتُوعِبَت مع طبقة البروليتاريا. في القرن العشرين، افترض عالم الاقتصاد «بول بوكارا» بوجود طبقة جديدة «طبقة الرواتب».

## وصلات خارجية
- مقالة تحليلية عن البورجوازية العربية تحت عنوان:«مصطلح» البرجوازية«وإسقاطه على الطّبقات الغنية في المجتمعات العربية»
- الصراع بين الرأس مال والعمل
- رؤية فوضوية للصراع الطبقي
- حالة الطبقة العاملة في إنجلترا